# 章小蕙
章小蕙（Teresa Cheung，1963年6月10日—），曾用艺名章蓉舫、章瑄桐，香港出生，加拿大国籍；畢業於多倫多大學及紐約時裝學院；居於香港、美國兩地，近年多在中國大陸工作。章小蕙是專業時裝買賣及形象顧問，亦是電影演員、專欄作家及自媒体人。

## 生平
章小蕙的父親多年前在加拿大多伦多創辦加拿大中文電視台。章小蕙就讀於瑪利諾修院學校小學部与中學部；大學则就读于多倫多大學，主修美術史、副修哲學及英國文學；其後於紐約時裝學院，获得時裝買賣及博物館管理碩士。章小蕙自小培養出對藝術、時尚的追求，另外在文學、哲學方面的修養，也有目共睹。近年，章小蕙開設微信公众号，向大眾分享個人點滴，深受追隨者歡迎。
1988年，章小蕙與鍾鎮濤閃電結婚，其後章與有婦之夫的製衣商人陳曜旻（已故）傳有緋聞，陳因此與妻子鍾璧澤（已故）離婚；鍾鎮濤投資失利後，章與其离婚，一對子女归鍾鎮濤抚養。然几年後，陳曜旻亦因經濟問題申請破產，章遂與之分手。此後，章小蕙因子女教育問題，與鍾鎮濤鬧上新聞版面，並擔負起子女昂貴的學費。2004年，章小蕙在幕前大膽演出，參演電影《桃色 (電影)》；2006年7月，正式移居美国洛杉矶。
章小蕙曾有「B嫂」之名，不過自與鍾鎮濤離婚後，她強調自己是「章小姐」。由於章小蕙人生經歷傳奇、形象作風前衛、思想言論開放，甚得香港娛樂記者（尤其是狗仔隊）的追訪，並将其“妖魔化”，創作大量娛樂新聞。

## 家庭
1987年在美国纽约讀書時，與艺人鍾鎮濤結婚，婚禮極盡奢華，后兩人育有一子一女。1997年亞洲金融危機後，因投資地產欠下高達2億5000萬港元的債務；1999年與鍾鎮濤離婚。鍾鎮濤於2002年申請破產，章小蕙則循法律途徑，於2003年勝訴，擺脫債務，並豪氣拋下一句「飯可以不吃，衣服不可以不買」，以示堅強。

## 演出作品

### 電影
- 2004年，《桃色 (電影)》
- 2006年，《故事无双》
- 2008年，《小布什传》
- 2009年，《這兒是香格里拉》

## 音樂作品

### 歌曲
- 《Stay A While》(合)
- 《捨不得》 (New Version)(合)
- 《情人的眼睛》(合)
- 《你是我心底的烙印》(合)
- 《明白》(合)
- 《我還記得》(合)
- 《Devoted To You》(合)
- 《情深幾許》(合)
- 《我的世界只有你最懂》(合)
- 《Words》(合)
- 《寂寞》(合)

以上歌曲收錄在情歌對唱集（寂寞，鍾鎮濤，章蓉舫（章小蕙），國／英語），皆為男女對唱，裡面幾首歌也有收在鍾鎮濤其他專輯，其中《你是我心底的烙印》作為1993中視瓊瑤劇梅花烙片尾曲。

## 外部連結
- 章小蕙的新浪微博
- 章小蕙在互联网电影资料库（IMDb）上的資料（英文）
- 章小蕙在香港影庫上的簡介
- 章小蕙在豆瓣上的资料（简体中文）
- 章小蕙在时光网上的簡介（简体中文）